# Gare de Cuonahu
La gare de Cuonahu (en chinois : 错那湖站), dite aussi gare du lac Tsonag, est une gare de la ligne ferroviaire Qing-Zang. Elle est située sur la rive est du lac Tsonag (en), district de xian d'Amdo, dans la région autonome du Tibet, en Chine.

## Situation ferroviaire
Établie à 4 601 mètres d'altitude, la gare de Cuonahu est située sur la ligne ferroviaire Qing-Zang (Golmud à Lhassa), entre les gares : d'Amdo (en), en direction de la gare de Xining, et Liantonghe (en), en direction de la gare de Lhassa.
Elle dispose d'un quai latéral desservi par la voie unique de la ligne.

## Histoire
La gare de Cuonahu est mise en service le 1er juillet 2006, c'est un nouvel arrêt de la ligne ferroviaire Qing-Zang. Elle dispose d'un bâtiment dans un style type du Tibet, avec des murs recouverts d'un marbre gris et un sol faits de briques de ciment, rouges et jaunes.

## Service des voyageurs

### Desserte

Quai et environnement
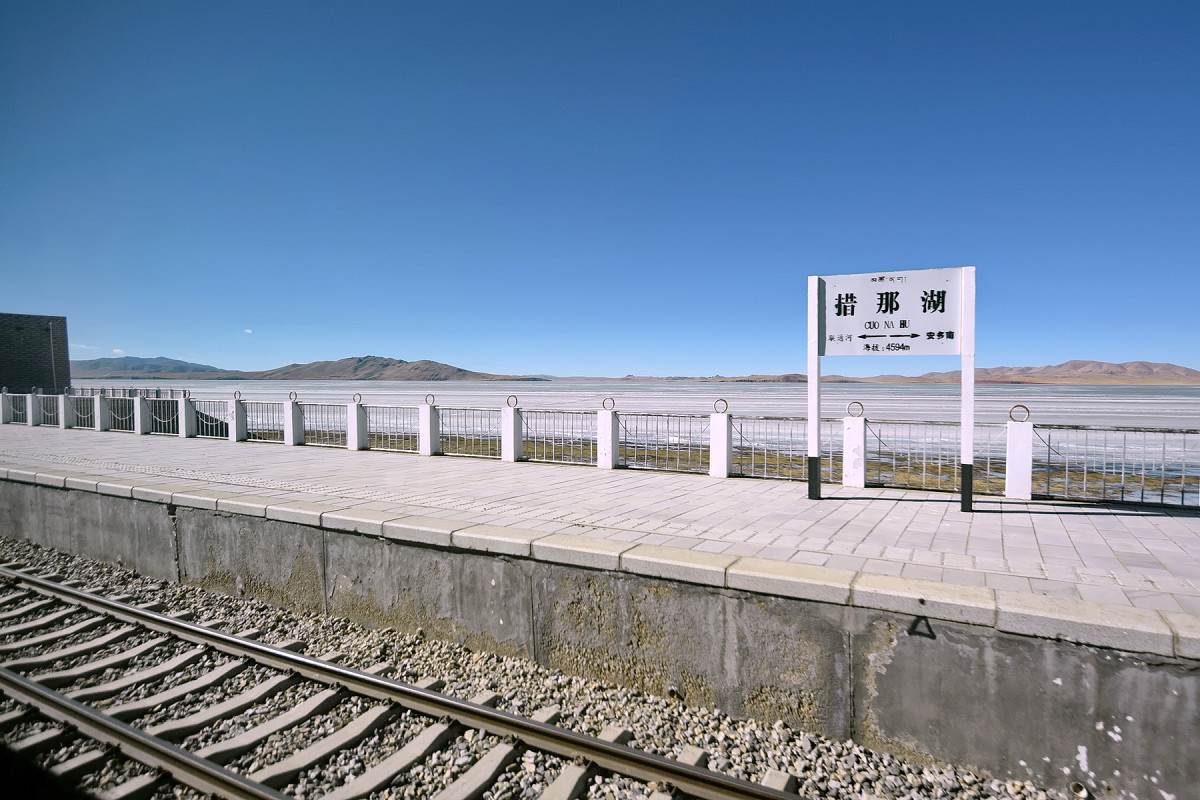
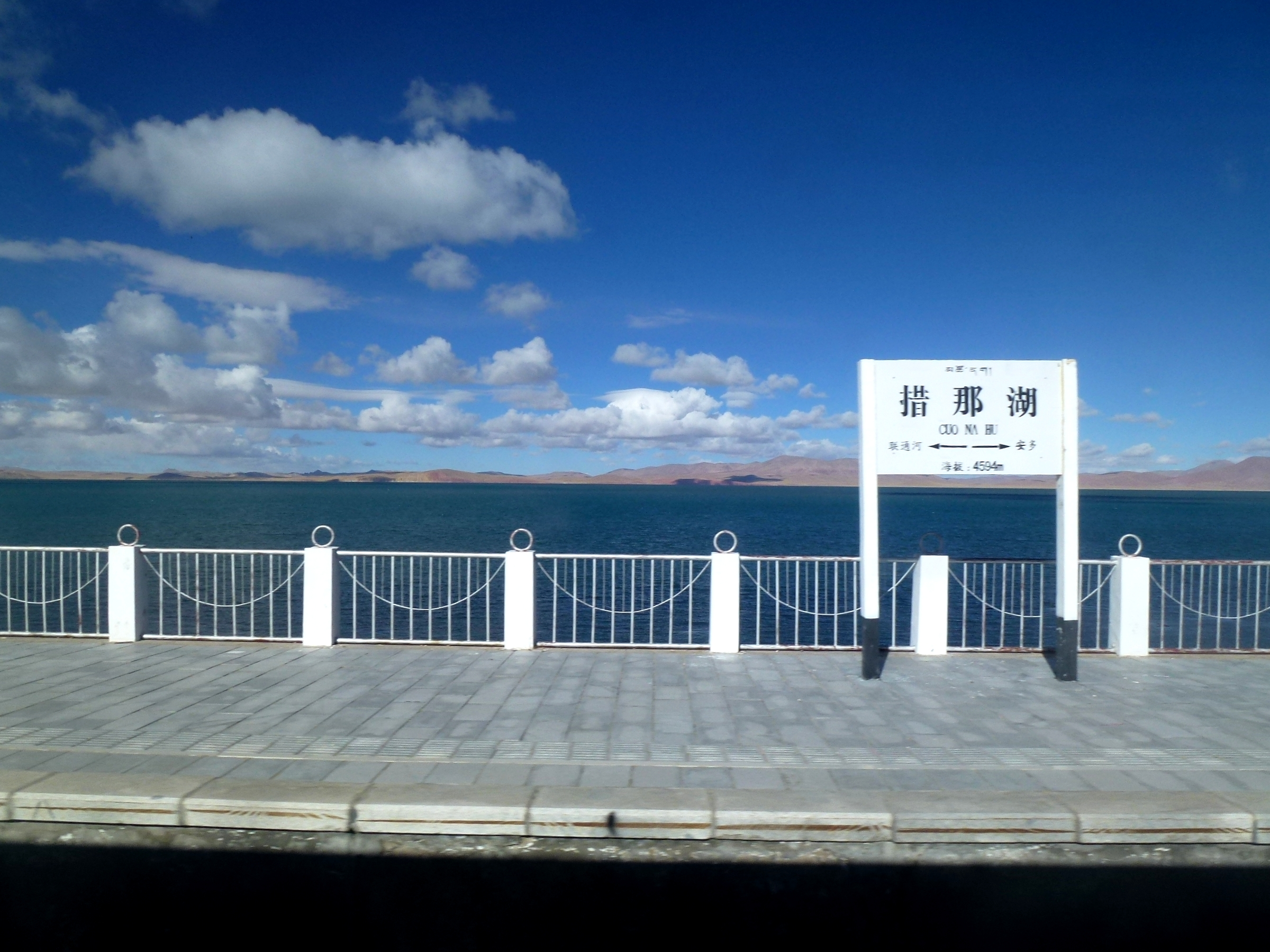
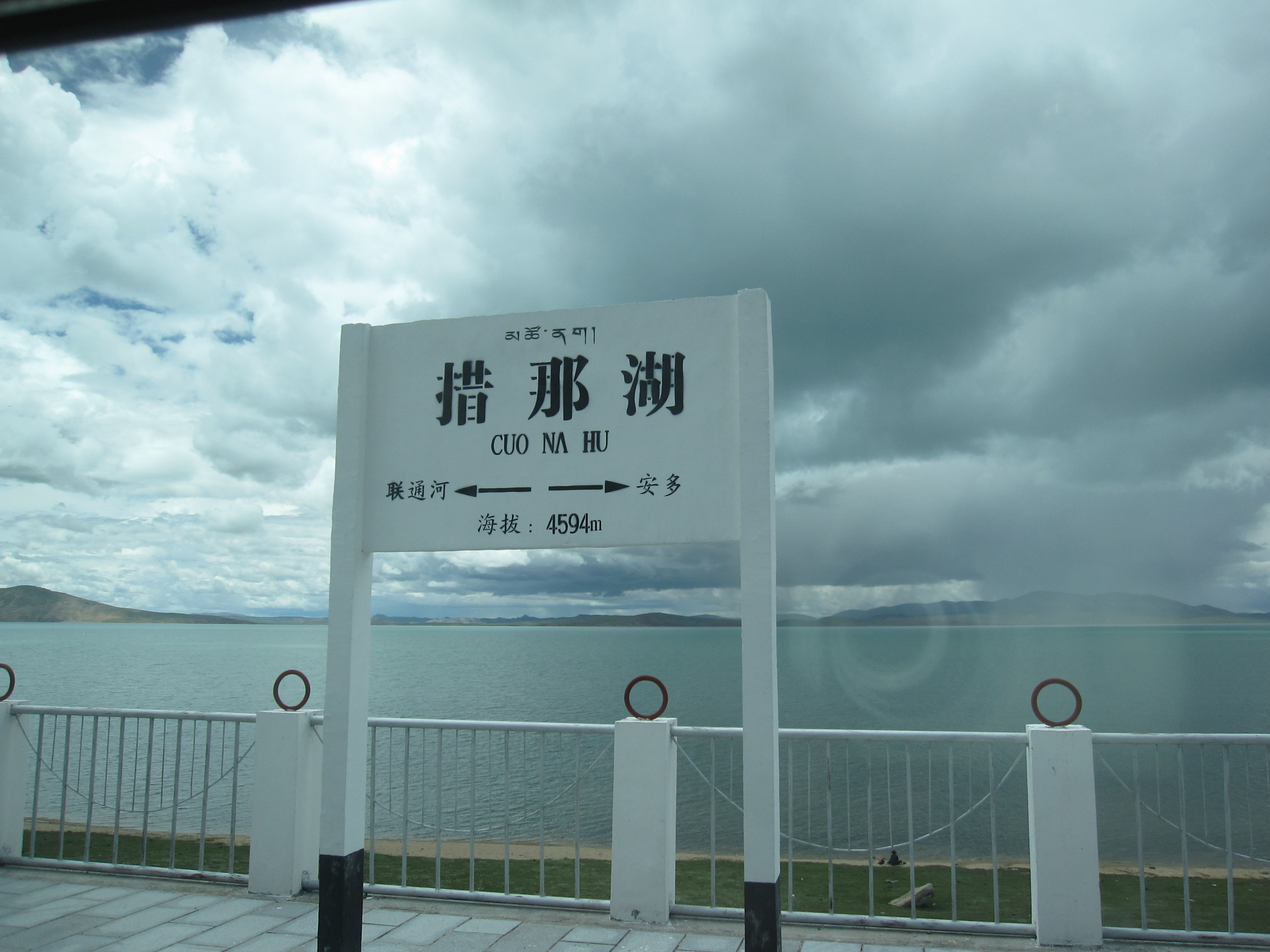